# Macropygia tenuirostris
Macropygia tenuirostris là một loài chim trong họ Columbidae.